# Бабсон Парк (Флорида)
Бабсон Парк (енгл. Babson Park) насељено је место без административног статуса у америчкој савезној држави Флорида.

## Демографија
По попису из 2010. године број становника је 1.356, што је 174 (14,7%) становника више него 2000. године.
| Група             | 2000.       | 2010.       |
| Белци             | 874 (73,9%) | 935 (69,0%) |
| Афроамериканци    | 200 (16,9%) | 245 (18,1%) |
| Азијати           | 17 (1,4%)   | 32 (2,4%)   |
| Хиспаноамериканци | 84 (7,1%)   | 114 (8,4%)  |
| Укупно            | 1.182       | 1.356       |